# Гарфилд 2
„Гарфилд 2“ (на английски: Garfield: A Tail of Two Kitties) е американско-британски комедиен филм от 2006 г. на режисьора Тим Хил, по сценарий на Джоел Коен и Алек Соколов. Той е последният филм от филмовата двулогия „Гарфилд“ и е продължение на едноименния филм от 2004 г. Във филма участват Брекин Майър и Дженифър Лав Хюит, които повтарят съответните си роли на Джон Арбъкъл и д-р Лиз Уилсън, а Бил Мъри повтаря ролята си като гласа на Гарфилд. Новите членове на актьорския състав включват Били Конъли, Иън Абъркромби, Роджър Рийс, Луси Дейвис и Оливър Муирхийд, а животните се озвучават от Тим Къри, Боб Хоскинс, Рис Айфънс, Вини Джоунс, Джо Паскал, Ричард Е. Грант, Джейн Лийвс и Роско Лий Браун.
Продуциран от „Дейвис Ентъртейнмънт Къмпани“ за „Туентиът Сенчъри Фокс“, премиерата на филма се състои в Съединените щати на 16 юни 2006 г.

## В България
В България филмът е пуснат по кината на 25 август 2006 г. от „Александра Филмс“.
На 23 декември е издаден на VHS и DVD от „Мей Стар Филм“.